# Trpin
Trpin  je priimek več znanih Slovencev:
- Alenka Trpin (*1985), šahistka
- Alojz Trpin (*1942), župnik, krajevni zgodovinar
- Anton Trpin, duhovnik, župnik v Šentjerneju, monsinjor
- Borut Trpin, filozof
- Darinka Trpin (*1933), botaničarka
- Filip Trpin (~1603/4—1683), rimskokatoliški duhovnik in teolog
- Gorazd Trpin (*1951), upravni pravnik, univ. prof., državni sekretar
- Janez Trpin (1908—1973), grafični oblikovalec
- Jože Trpin (1910—1990), slikar in grafik
- Katarina Trpin - s. Zofronija (1911—2013), redovnica HKL
- Luka Trpin (*1979), košarkar, trener (v Guinessovi knjigi rekordov)
- Matej Trpin (1871—1926), slikar in podobar
- Peter Trpin (1922—1984), arhitekt